# Gaston Cougny
Pour les articles homonymes, voir Cougny.
Gaston Cougny, né le 5 décembre 1857 à Bourges (Cher) et mort le 5 juillet 1908 à Bourges du choléra, est un avocat et un historien français.
Il dirigea avec Adolphe Robert le Dictionnaire des parlementaires français (1889-1891) et collabora à divers journaux politiques, notamment à La Vérité, au Radical, à La France libre et participa à la création de La Commune.

## Biographie
Fils d'un inspecteur principal des Écoles de dessin de la ville de Paris, par ailleurs conseiller général, il fut avocat au barreau de Bourges et professeur d'histoire de l'art dans les écoles municipales parisiennes de 1886 à 1902, avant d'être nommé directeur de l'École nationale des arts appliqués à l'industrie de Bourges en 1902.
Secrétaire de Louis Blanc en 1878, il collabora, vers la même époque, au journal socialiste quotidien Le Réveil social. Entré en politique dans les années 1880 dans le sillage d'Édouard Vaillant, il appartint au comité socialiste de Bourges, affilié au Comité révolutionnaire central créé en 1881, même si ses idées et sa formation le rapprochaient davantage de Félix Pyat, puis anima le courant réformiste du Parti socialiste révolutionnaire, formé en 1898. Il fut candidat socialiste dans le Cher aux élections législatives de 1885 et de 1898, où il frôla la victoire au second tour. En 1900, tête de liste aux élections municipales de Bourges, remportées par les socialistes, il fut élu conseiller municipal dès le premier tour le 6 mai puis chargé de l'enseignement au sein du conseil municipal jusqu'en 1902. Après un ultime échec aux élections législatives de 1902, où il représentait le Parti socialiste français, il abandonna la politique.

## Œuvres
- Promenades au Musée du Louvre (vol. 1 : La Peinture; vol. 2 : Les Dessins, la Sculpture), Paris, Librairie de l'Art, 1888.
- L'Enseignement professionnel des beaux-arts dans les écoles de la ville de Paris, Paris, Quantin, 1888, IV-332 pages.
- Bijoux italiens, allemands et hongrois de l'époque de la Renaissance, ayant figuré à l'Exposition d'orfèvrerie de Budapest. Texte historique et descriptif, Paris, Librairie centrale des beaux-arts, 1889.
- avec Adolphe Robert : Dictionnaire des parlementaires français depuis le 1er mai 1789 jusqu'au 1er mai 1889 Tome 1, Tome 2, Tome 3, Tome 4, Tome 5.
- L'Art antique : Choix de lectures sur l'histoire de l'art, l'esthétique et l'archéologie (vol. 1 : Égypte, Chaldée, Assyrie, Perse, Asie-Mineure, Phénicie; vol. 2 : La Grèce, Rome), Firmin-Didot, 1892-1893.
- L'art au Moyen Âge : origines de l'art chrétien, l'art byzantin, l'art musulman, l'art gothique : choix de lectures sur l'histoire de l'art, l'esthétique et l'archéologie accompagné de notes explicatives, historiques et bibliographiques, Paris, Firmin-Didot, 1894, 308 pages.
- Albums-manuels d'histoire de l'art. L'Antiquité, Paris, Firmin-Didot, 1894, VIII-273 pages.
- L'Art moderne: Choix de lectures sur l'histoire de l'art, l'esthétique et l'archéologie (vol. 1 : La Renaissance; vol. 2: XVIIe, XVIIIe et XIXe siècles), Paris, Firmin-Didot, 1895-1896.

## Pour approfondir